# Decidia
Decidia is een geslacht van Phasmatodea uit de familie Pseudophasmatidae. De wetenschappelijke naam van dit geslacht is voor het eerst geldig gepubliceerd in 1875 door Carl Stål.

## Soorten
Het geslacht Decidia omvat de volgende soorten:
- Decidia blapoides (Redtenbacher, 1906)
- Decidia doylei (Caudell, 1906)
- Decidia kneubuehleri Conle, Hennemann & Gutiérrez, 2011
- Decidia magnifica Conle, Hennemann, Ramírez-Mora & Quiróz, 2009
- Decidia microptera Conle, Hennemann & Gutiérrez, 2011
- Decidia sorana (Westwood, 1859)